# New Weird America
New Weird America (с англ. — «Новая Странная Америка») — музыкальный стиль XXI века, в основе которого лежит психоделическая и фолк-музыка 1960-х и 1970-х годов. Сцены фри-фолка и фрик-фолка широко упоминались в музыкальной прессе как «New Weird America».

## Этимология
Термин был придуман Дэвидом Кинаном в выпуске №234 (август 2003 г.) журнала The Wire после Brattleboro Free Folk Festival, организованного Мэттом Валентайном и Роном Дж. Шнайдерманом. Это игра слов с фразой «Old Weird America» (с англ. — «Старая Странная Америка») Грейла Маркуса, из его книги Invisible Republic, в которой рассматривается родословная, связывающая исполнителей фолка до Второй мировой войны из Anthology of American Folk Music (1952) Гарри Смита с Бобом Диланом и его окружением.

## Фри-фолк
Brattleboro Free Folk Festival представлял собой кульминацию фри-фолк сцены, которая в основном была сосредоточена в Массачусетсе, Вермонте и Коннектикуте. В фестивале приняли участие Дредд Фул, Sunburned Hand of the Man, MV & EE, все участники Charalambides в разных конфигурациях, Jack Rose, Chris Corsano, Joshua и Paul Flaherty – большинство из которых работали в районе Pioneer Valley. Сцена опиралась на широкий спектр музыкальных влияний, которые Кинан суммировал как «акустические корни в дроуне, ритуальное исполнение, краут-рок, экстатический джаз, хиллбилли-маунтин-музыку, психоделию, архивный блюз и фолк, кантри-фанк и многое другое». Добавив: «Спросите любого из этих музыкантов, откуда взялась первоначальная искра энергии для Новой странной Америки, и они укажут вам прямо на эпохальный сольный альбом Дредда Фула In Quest of Tense 1994 года».
Эта в значительной степени андеграундная сцена, которая также включала музыкантов из-за пределов региона, включая Six Organs of Admittance и Charalambides, обычно называлась фри-фолк (англ. Free Folk), как ее назвал Мэтт Валентайн из MV & EE. Кинан писал:

В основном базирующиеся за пределами крупных городов США, разрозненные, культурно бесправные ячейки начали обмениваться телеграфными сообщениями друг с другом, формируя альянсы посредством ограниченных релизов ручной работы и обширной подпольной сети самиздатовских изданий, лейблов и дистрибьюторов, управляемых музыкантами и фанатами, такими как Apostacy, Child of Microtones, Eclipse, Ecstatic Yod, Fusetron, Qbico, Seres, Siwa, Sound@One, Spirit of Orr, Time-Lag, U-Sound, Vhf и Wholly Other. Эта особая кустарная индустрия изначально возникла из необходимости, поскольку никто другой не хотел прикасаться к этой музыке.

## Фрик-фолк
Более известная коллекция американских музыкантов появилась примерно в то же время, что и статья Кинана. Почти полностью не связанная с фри-фолк сценой и поддерживающими ее лейблами, эта гораздо более заметная и коммерчески успешная волна обычно называется фрик-фолк (англ. Freak Folk). С влиянием, в первую очередь сосредоточенным на психоделическом роке и фолк-группах 1960-х и 1970-х годов, включая американских исполнителей The Holy Modal Rounders и английские и шотландские группы, такие как Pentangle, The Incredible String Band, Donovan и Comus, эта волна была возглавлена Девендрой Банхарт, Джоанной Ньюсом и Vetiver.

## Исполнители New Weird America
| - Akron/Family - Arborea - Baptist Generals - The Bastard Fairies - Bon Iver - Brightblack Morning Light - Caroliner - Castanets - Charalambides - Comets on Fire - Danielson | - Davenport - Devendra Banhart - Alela Diane - Entrance - Espers - Faun Fables - Feathers - Josephine Foster - Fursaxa - Adam Gnade - Grizzly Bear - Hala Strana - Jana Hunter | - Hush Arbors - Jewelled Antler - The Mountain Goats - MV&EE - No-Neck Blues Band - Grant Olney - Jack Rose - Sunburned Hand of the Man - Town & Country - Vetiver - White Magic - Wooden Wand and the Vanishing Voice |